# Lechlinek
Lechlinek – wieś w Polsce położona w województwie wielkopolskim, w powiecie wągrowieckim, w gminie Skoki.

## Historia
Wieś powstała na terenie dóbr lechlińskich jako osada olęderska. W 1880 miała ona dziesięć domów i osiemdziesięciu mieszkańców. W 1921 było tu nadal dziesięć gospodarstw (71 mieszkańców), cmentarz ewangelicki i leśniczówka. Charakterystyczne jest, że obiekty mieszkalne budowano z czerwonej cegły, natomiast gospodarcze z gliny wymieszanej z sieczką. Po wykopaniu złoża gliny budowlanej utworzono we wsi staw. W 1926 miejscowość zamieszkiwały 62 osoby, w tym trzynastu Niemców. Po II wojnie światowej w gospodarstwie poniemieckim utworzono leśniczówkę (podległą pod Nadleśnictwo Durowo), zastąpioną w 1990 nowym budynkiem. W 2000 we wsi było nadal gospodarstw. Po wojnie Lechlinek stał się odrębną wsią i uniezależnił się od Lechlina. W latach 1975–1998 miejscowość administracyjnie należała do województwa poznańskiego.